# 上野国の式内社一覧
上野国の式内社一覧（こうずけのくにのしきないしゃいちらん）は、『延喜式』第9巻・第10巻「神名帳上下」（延喜式神名帳）に記載のある神社、いわゆる「式内社」およびその論社のうち、上野国に分類されている神社の一覧。
また『延喜式』神名帳の編纂当時に存在したが同帳に記載の無い神社、いわゆる「式外社」についても付記する。

## 式内社
『延喜式』神名帳では、大社3座3社（いずれも名神大社）・小社9座9社の計12座12社を記載。
1）「神名帳」列は、『延喜式 上巻』（大岡山書店、昭和4年、国立国会図書館デジタルコレクション）等における『延喜式』神名帳の記載を基に作成。社名表記は神社史料集成（5を参照）における字体（異体字がある場合には新字体・通用性の高い字体を使用）を基準とした。読みの「-」部分は、「神社」以外で仮名が振られていない部分。「○座」は座数を表し、一座の場合は記載していない。

2）格の「名神大」は名神大社を、「大」は式内大社（名神大社除く）を、「小」は式内小社を意味する。付記は社名とともに記されているもので、一部は「式内社#式内社の社格」を参照。

3）比定社が複数ある場合、最も有力なものを無冠で示し、他の論社には「（論）」を冠した。

4）本来の式内社とは認めがたいものの、式内社を合祀したなどその後継を主張するもの、その他参考の神社には「（参）」を冠した。

| 神名帳                     | 神名帳                  | 神名帳 | 神名帳             | 比定社                     | 比定社                     | 比定社              | 集成 |
| 社名                       | 読み                    | 格     | 付記               | 社名                       | 所在地                     | 備考                | 集成 |
| -------------------------- | ----------------------- | ------ | ------------------ | -------------------------- | -------------------------- | ------------------- | ---- |
| 片岡郡 1座（小）           |                         |        |                    |                            |                            |                     |      |
| 小祝神社                   | ヲハフリノ              | 小     |                    | 小祝神社                   | 群馬県高崎市石原町         | 上野国七宮          |      |
| 甘楽郡 2座（大1座・小1座） |                         |        |                    |                            |                            |                     |      |
| 貫前神社                   | ヌキノサキノ ヌキサキノ | 名神大 |                    | 一之宮貫前神社             | 群馬県富岡市一ノ宮         | 上野国一宮          |      |
| 宇芸神社                   | ウケノ                  | 小     |                    | 宇芸神社                   | 群馬県富岡市神成           |                     |      |
| 群馬郡 3座（大1座・小2座） |                         |        |                    |                            |                            |                     |      |
| 伊加保神社                 | イカホノ                | 名神大 |                    | 三宮神社                   | 群馬県北群馬郡吉岡町大久保 | うち里宮 上野国三宮 |      |
| 伊加保神社                 | イカホノ                | 名神大 | 伊香保神社         | 群馬県渋川市伊香保町伊香保 | うち山宮                   |                     |      |
| 榛名神社                   | ハルナノ                | 小     |                    | 榛名神社                   | 群馬県高崎市榛名山町       | 上野国六宮          |      |
| 甲波宿祢神社               | カハスクネノ            | 小     |                    | （論）甲波宿禰神社         | 群馬県吾妻郡東吾妻町箱島   |                     |      |
| 甲波宿祢神社               | カハスクネノ            | 小     | （論）武内神社     | 群馬県渋川市祖母島         |                            |                     |      |
| 甲波宿祢神社               | カハスクネノ            | 小     | （論）甲波宿禰神社 | 群馬県渋川市川島           | 上野国四宮                 |                     |      |
| 甲波宿祢神社               | カハスクネノ            | 小     | （論）甲波宿禰神社 | 群馬県渋川市行幸田         |                            |                     |      |
| 勢多郡 1座（大）           |                         |        |                    |                            |                            |                     |      |
| 赤城神社                   | アカキノ                | 名神大 |                    | 赤城神社                   | 群馬県前橋市三夜沢町       | うち山宮            |      |
| 赤城神社                   | アカキノ                | 名神大 | 二宮赤城神社       | 群馬県前橋市二之宮町       | うち里宮 上野国二宮        |                     |      |
| 赤城神社                   | アカキノ                | 名神大 | （論）赤城神社     | 群馬県前橋市富士見町赤城山 |                            |                     |      |
| 山田郡 2座（並小）         |                         |        |                    |                            |                            |                     |      |
| 賀茂神社                   | カモノ                  | 小     |                    | 賀茂神社                   | 群馬県桐生市広沢町         |                     |      |
| 美和神社                   | ミワノ                  | 小     |                    | 美和神社                   | 群馬県桐生市宮本町         |                     |      |
| 那波郡 2座（並小）         |                         |        |                    |                            |                            |                     |      |
| 火雷神社                   | ホノイカツチノ          | 小     |                    | 火雷神社                   | 群馬県佐波郡玉村町下之宮   | 上野国八宮          |      |
| 委文神社 （倭文神社）      | シトリノ                | 小     |                    | 倭文神社                   | 群馬県伊勢崎市東上之宮町   | 上野国九宮          |      |
| 佐位郡 1座（小）           |                         |        |                    |                            |                            |                     |      |
| 大国神社                   | オホクニ                | 小     |                    | 大國神社                   | 群馬県伊勢崎市境下渕名     |                     |      |

## 式外社
『延喜式』神名帳の編纂当時に存在したが、同帳に記載の無い神社。
| 文献         | 文献                                          | 比定社       | 比定社                       | 比定社     | 集成 |
| 神名         | 記事                                          | 社名         | 所在地                       | 備考       | 集成 |
| ------------ | --------------------------------------------- | ------------ | ---------------------------- | ---------- | ---- |
| 波己曾大明神 | 『日本三代実録』貞観元年（859年）3月26日条    | 妙義神社     | 群馬県富岡市妙義町妙義       |            |      |
| 小高神       | 『日本三代実録』貞観5年（864年）5月9日条      | 小高神社     | 群馬県利根郡昭和村糸井       |            |      |
| 若伊賀保神   | 『日本三代実録』貞観5年（863年）10月7日条ほか | 若伊香保神社 | 群馬県渋川市有馬             | 上野国五宮 |      |
| 丹生明神     | 『日本三代実録』貞観17年（875年）12月5日条    | 丹生神社     | 群馬県富岡市下丹生           |            |      |
| 稲裹地神     | 『日本三代実録』元慶4年（881年）5月25日条     | 稲裹神社     | 群馬県吾妻郡中之条町大字四万 |            |      |